# Albrecht Haupt
Karl Albrecht Haupt, född 18 mars 1852, död 27 oktober 1932, var en tysk arkitekt och konsthistoriker. Han var bror till Richard Haupt.
Haupt var professor vid Tekniska högskolan i Hannover, och väckte uppmärksamhet för flera arbeten om den äldsta germanska konsten. Bland hans arbeten märks Von germanischer Baukunst (1902), Die älteste Kunst, insbesondere die Baukunst der Germanen (1909, 2:a upplagan 1923), och Monumenta Germaniæ architectonica (2 band, 1913). Han utgav även Geschichte der Renaissance in Spanien und Portugal (1927).